# Golf von Kachchh
Der Golf von Kachchh (engl.: Gulf of Kutch) ist eine Bucht der Arabischen See und befindet sich an der Westküste von Indien im indischen Bundesstaat Gujarat.

## Geographie
Die Bucht erstreckt sich rund 180 Kilometer Richtung Osten, wobei sie sich von der Mündung in die Arabische See von etwa 65 Kilometern Breite bis zu ihrem Ende immer mehr verschmälert. Der Golf von Kachchh trennt die nördlich gelegene Halbinsel Kachchh mit dem in der Regenzeit überfluteten Rann von Kachchh von der südlich gelegenen Halbinsel Kathiawar. Letzterer sind 42 Inseln vorgelagert, von denen 33 mit einem Korallenriff umgeben sind.

## Fauna
Entlang der vielfältig gegliederten und mit vorgelagerten Koralleninseln ausgestatteten Südküste des Golfes wurde in den 1980er Jahren der 163 km² große Meeres-Nationalpark (Marine National Park, MNS) – der erste Indiens – sowie ein 458 km² großes Meeresschutzgebiet eingerichtet. Das durch Mangrovensümpfe, Korallenbänke, Sandstrände, Seegras- und Wattflächen ausgezeichnete aquatische Ökosystem beherbergt u. a. folgende Tierarten: 108 Algenarten, 70 Arten von Schwämmen, 37 Korallen- (Stein- und Weichkorallen), mehr als 200 Vogel-, 27 Garnelen-, 30 Krabben-, 200 Weichtierarten, Quallen, Seesterne, Seeanemonen, Tintenfische, Meeresschildkröten (wie Suppenschildkröte, Oliv-Bastardschildkröte und Lederschildkröte), Schweinswale, mehrere Delphinarten (wie Gemeiner Delfin, Indopazifischer Großer Tümmler und Bleifarbener Delfin), Seeschweine, Stachelrochen und Seeschlangen.

## Wirtschaft
Wirtschaftlich wird der Golf als natürlicher Seehafen genutzt, über den insgesamt 41 Prozent des indischen Im- und Exports verschifft wird. Hier befinden sich wegen der günstigen geographischen Lage die größten Häfen Indiens. Am Nordufer sind Jakhau, Mundra, mit dem größten privaten Hafen Indiens und mit dem weltweit größten Kohleterminal, Kandla mit einem Ölhafen und Tuna Hafenstandorte. An der südlichen Küste Gujarats reihen sich von Westen beginnend die Häfen Okha, Poshitra, Salaya, Vadinar, Sikka und Navlakh aneinander. Zur Überwachung des starken Schiffsverkehrs im gesamten Golf von Kachchh (allein der Hafen Kandla wird jährlich von 2.500 Schiffen angesteuert) und zur Vermeidung von Unfällen mit Öltankern wurde 2012 ein vessel traffic service (VTS) genanntes Managementsystem eingeführt.
Die Jamnagar-Raffinerie ist die weltweit größte Erdölraffinerie, in der 100.000 Arbeiter beschäftigt sind. An beiden Küsten befinden sich Meersalzgewinnungsstätten, die 39 Prozent der indischen Salzproduktion liefern.